# Ксиелиды
Ксиелиды (лат. Xyelidae) — семейство перепончатокрылых насекомых пилильщиков из подотряда Сидячебрюхие. Реликтовая группа, известно около 200 таксонов (80 современных видов и ещё больше ископаемых). На Дальнем Востоке 7 видов, в европейской части бывшего СССР 6 видов, в Японии 8 видов. Летопись окаменелостей этого семейства обширна, описано более 120 вымерших видов, включая самые древние ископаемые виды перепончатокрылых, относящиеся к триасовому периоду, жившие между 245 и 208 миллионами лет назад. Xyelidae следует рассматривать как живые ископаемые, поскольку они представляют одну из древнейших линий насекомых и включают всё ещё существующие формы.

## Распространение
Современные виды встречаются в Северном полушарии, особенно в бореальных районах Голарктики, хотя есть и несколько видов в Юго-Восточной Азии. Два рода и около 15 видов встречаются в Европе. Учитывая дополнительные находки окаменелостей из Австралии, Южной Африки и Аргентины, существующие современные виды демонстрируют реликтовое распространение.

## Описание
Длина большинства видов от 3 до 7 мм. Отдельные представители имеют длину с яйцекладом до 14 мм (Macroxyela, Гигантская мегаксиела и другие Megaxyela). В переднем крыле 2 медиокубитальных ячейки и 3 радиальных; жилка Rs с 2 ветвями. Яйцеклад длинный, заметен снаружи. Переднеспинка с прямым задним краем. Передние голени с 2 вершинными шпорами, а на средних и задних голенях по 3 надвершинные шпоры.

## Биология
Фитофаги. Большинство видов связаны питанием с хвойными растениями (сосна, пихта): на стробилах или листьях. Взрослые ксиелиды с пыльцой хвойных в кишечнике встречаются уже в отложениях мелового периода.

## Классификация
52 рода и более 200 видов (включая более 145 ископаемых видов и 47 вымерших рода). Xyelidae представляют самую базальную линию эволюции перепончатокрылых и, весьма вероятно, сестринский таксон всех других существующих перепончатокрылых. Это утверждение подтверждается филогенетическим анализом как морфологических признаков, так и последовательностей ДНК.
- Xyelidae Newman, 1835
  - †Archexyelinae — 14 родов и 29 видов
    - †Asioxyela, Archexyela, Dinoxyela, Euryxyela, Ferganoxyela, Leioxyela, Liaoxyela, Lithoxyela, Madygenius, Oryctoxyela, Triassoxyela, Xiphoxyela, Xyelinus

  - Macroxyelinae — 22 рода и 45 видов
    - †Gigantoxyelini
    - Macroxyelini
      - Macroxyela Kirby, 1882
        - Macroxyela aenea и Macroxyela ferruginea (Северная Америка)[14]

      - Megaxyela Ashmead, 1898, 8 видов в Евразии[15][16] и 7 видов в Северной Америке[14][16]
        - Megaxyela gigantea Mocsary, 1909

    - Xyeleciini
      - Xyelecia Ross, 1932
        - Xyelecia japonica (Япония)[17][18] и Xyelecia nearctica (Северная Америка)[19][20]

  - †Madygellinae — 3 рода и 9 видов
    - †Chubakka, †Samarkandykia, †Madygella

  - Xyelinae — 16+ родов и 77+ видов
    - Liadoxyelini 
      - †Novoxyela Zheng, Zhang et Rasnitsyn, 2023
        - †Novoxyela bella Zheng, Zhang et Rasnitsyn, 2023[21]

      - Platyxyela
        - †Platyxyela elegans Zheng, Zhang et Rasnitsyn, 2023

    - Pleroneurini
      - Pleroneura Konow, 1897, в Евразии 8 видов[6][22][23][24] и 5 видов в Северной Америке[25]
        - Pleroneura dahli

    - Xyelini
      - Xyela Dalman, 1819 — около 50 видов (29 в Евразии и 20 в Северной Америке)[26][27]
        - Xyela fusca, Xyela japonica, Xyela kamtshatica, Xyela pumilae, Xyela tecta, Xyela variegata
- ? Hebeianaxyela clavicornuta

## Палеонтология
Одни из самых примитивных и древнейших представителей отряда Перепончатокрылых насекомых. Ископаемые представители известны из триасового периода (более 200 млн.лет, Potrerilloxyela menendezi, Oryctoxyela anomala, Madygenius primitivus, Ferganoxyela sogdiana, F. destructa, Triassoxyela grandipennis, T. kirgizica, T. orycta, T. foveolata и другие). Эти находки также представляют самые древние окаменелости всего отряда перепончатокрылых. До сих пор Xyelidae остаются единственным семейством перепончатокрылых, известным из триаса.
Древнейшие находки Xyelidae происходят из средне-верхнетриасовых отложений Средней Азии (Кыргызстан, свита Madygen, более 230 млн лет) и верхнего триаса Австралии, ЮАР (бассейн Большой Кару, Мольтено), Аргентины (Potrerillos) и Юго-Западной Японии (Mine Group).

### Вымершие таксоны
По данным Electronic World Catalog of Symphyta.
†Archexyelinae
- Родовые таксоны без разделения по трибам
  - †Archexyela Riek, 1955, 2 вида
    - Archexyela crosbyi, Archexyela ipswichensis

  - †Asioxyela Rasnitsyn, 1964, 4
    - Asioxyela paurura, Asioxyela smilodon

  - †Dinoxyela Rasnitsyn, 1969, 1
  - †Euryxyela Rasnitsyn, 1964, 1
  - †Ferganoxyela Rasnitsyn, 1969, 2
  - †Leioxyela Rasnitsyn, 1969, 5
  - †Lithoxyela Rasnitsyn, 1969, 1
  - †Madygenius Rasnitsyn, 1969, 2
  - †Moltenia Schlüter, 2000, 1
  - †Oryctoxyela Rasnitsyn, 1969, 2
    - Oryctoxyela triassica

  - †Triassoxyela Rasnitsyn, 1964, 3
    - Triassoxyela kirgizica, Triassoxyela foveolata, Triassoxyela grandipennis, Triassoxyela orycta

  - †Xaxexis Pagliano & Scaramozzino, 1990 [= Euryxyela Hong, 1984], 1
  - †Xiphoxyela Rasnitsyn, 1969, 2
  - †Xyelinus Rasnitsyn, 1964, 2

Macroxyelinae
- Родовые таксоны без разделения по трибам Macroxyelinae
  - †Bolboxyela Rasnitsyn, 1990, 1 вид
  - †Brachyoxyela Gao, Zhao & Ren, 2011, 2
- †Angaridyelini
  - †Angaridyela Rasnitsyn, 1966, 8 видов
    - †Angaridyela robusta, †Angaridyela exculpta, †Angaridyela suspecta, †Angaridyela endemica  Zhang & Zhang, 2000

  - †Baissoxyela Rasnitsyn, 1969, 1
  - †Ceratoxyela J. Zhang & X. Zhang, 2000, 1
    - †Ceratoxyela decorosa

  - †Lethoxyela J. Zhang & X. Zhang, 2000, 2
    - †Lethoxyela excurva, †Lethoxyela vulgata

  - †Liaoxyela J. Zhang & X. Zhang, 2000, 1
    - †Liaoxyela antiqua

  - †Nigrimonticola Rasnitsyn, 1966, 1
  - †Ophthalmoxyela Rasnitsyn, 1966, 1
- †Ceroxyelini
  - †Ceroxyela Rasnitsyn, 1966, 1 вид
  - †Isoxyela J. Zhang & X. Zhang, 2000, 1
    - †Isoxyela rudis

  - †Sinoxyela J. Zhang & X. Zhang, 2000, 1
    - †Sinoxyela viriosa
- †Gigantoxyelini
  - †Abrotoxyela Gao, Ren & Shih, 2009, 2 вида
    - †Abrotoxyela lepida[34], †Abrotoxyela multiciliata

  - †Chaetoxyela Rasnitsyn, 1966, 1
  - †Chionoxyela Rasnitsyn, 1993, 1
  - †Gigantoxyela Rasnitsyn, 1966, 1
  - †Heteroxyela J. Zhang & X. Zhang, 2000, 1
    - †Heteroxyela ignota

  - †Platyxyela Wang, Shih & Ren, 2012, 1
  - †Shartexyela Rasnitsyn, 2008, 1
- Macroxyelini
  - †Anthoxyela Rasnitsyn, 1977, 4 вида
    - †Anthoxyela orientalis Gao & Ren, 2008

  - Megaxyela Ashmead, 1898, 2

†Madygellinae
- - †Chubakka Kopylov, 2014, 1 вид
    - †Chubakka madygensis Kopylov, 2014[28]

  - †Madygella Rasnitsyn, 1969, 5
    - †Madygella analoga, †Madygella aristovi, †Madygella bashkuevi, †Madygella humioi, †Madygella kurochkini, †Madygella levivenosa

  - †Samarkandykia Kopylov, 2014, 2
    - †Samarkandykia ryzhkovae Kopylov, 2014, †Samarkandykia shmakovi Kopylov, 2014

Xyelinae
- Родовые таксоны без разделения по трибам Xyelinae
  - †Aequixyela Wang, Rasnitsyn & Ren, 2014, 1 вид
  - †Cathayxyela Wang, Rasnitsyn & Ren, 2014, 1
- †Liadoxyelini
  - †Anomoxyela Rasnitsyn, 1966, 1
  - †Kirghizoxyela Rasnitsyn, 1966, 1
  - †Liadoxyela Martynov, 1937, 3
  - †Lydoxyela Rasnitsyn, 1966, 1
  - †Orthoxyela Rasnitsyn, 1983, 1
  - †Potrerilloxyela Lara, Rasnitsyn & Zavattieri, 2014, 1 вид
- Xyeleciini
  - †Microxyelecia Rasnitsyn, 1969, 1 вид
  - †Uroxyela Rasnitsyn, 1966, 1
  - Xyelecia Ross, 1932, 1
  - †Xyelites Rasnitsyn, 1966, 2
    - †Xyelites lingyuanensis Zhang & Zhang, 2000
- Xyelini
  - †Enneoxyela Rasnitsyn, 1966, 4 вида
  - †Eoxyela Rasnitsyn, 1965, 5
  - †Spathoxyela Rasnitsyn, 1969, 2
  - Xyela Dalman, 1819, 7 ископаемых видов
  - †Xyelisca Rasnitsyn, 1969, 1
  - †Yanoxyela Ren, Lu, Guo & Ji, 1995, 1